# Великокнязевка
Вели́кокня́зевка — село в Белогорском районе Амурской области, Россия.
Административный центр Великокнязевского сельсовета.

## География
Село Великокнязевка стоит на берегу левобережной протоки реки Зея, в 10 км ниже впадения в Зею реки Томь.
Дорога к селу Великокнязевка идёт на запад от Белогорска (вниз по левому берегу Томи) через сёла Никольское, Ключи, Киселеозёрку и Светиловку, расстояние — 40 км.
От села Великокнязевка на юг (вниз по левому берегу Зеи) идёт дорога к селу Новоандреевка, на юго-восток — к селу Комиссаровка.

## История
Основано в 1910 году и названо в честь великого князя Константина Константиновича. Присвоение титула селу было связано с отмеченным накануне его 50-летием князя.

## Население
| 2002 | 2010 | 2012 | 2013 | 2014 | 2015 | 2016 |
| ---- | ---- | ---- | ---- | ---- | ---- | ---- |
| 859  | ↘797 | ↗809 | ↘800 | ↘773 | ↗782 | ↘770 |
| 2017 | 2018 |      |      |      |      |      |
| ↘761 | ↘755 |      |      |      |      |      |

По данным переписи 1926 года по Дальневосточному краю, в Великокнязевке числилось 227 хозяйств и 1201 житель (576 мужчин и 625 женщин), из которых преобладающая национальность — украинцы (154 хозяйства).

## Инфраструктура
- Сельскохозяйственные предприятия Белогорского района.